# Städtische Musikschule Braunschweig
Die Städtische Musikschule Braunschweig ist eine der ältesten Musikschulen in Deutschland.

## Geschichte
Bis zum Beginn des 20. Jahrhunderts gab es nur vereinzelt öffentliche Schulen, die sich der musikalischen Erziehung von Kindern und Jugendlichen widmeten. Die Kinder wohlhabender Familien wurden zumeist von Privatlehrern unterrichtet, während zukünftige Berufsmusiker das Konservatorium besuchten. Erst durch den Anstoß von Vertretern der Jugendmusikbewegung in den 1920er-Jahren wie Fritz Jöde und Leo Kestenberg sind wesentliche Impulse für die Entwicklung eines öffentlichen Musikschulwesens gegeben worden.
Mit der Machtergreifung der Nationalsozialisten setzte eine Neuorganisation des Musiklebens ein. Die Jugendmusikbewegung der Weimarer Zeit wurde politisch-ideologisch vereinnahmt durch die Musikpflege der Hitlerjugend. Das Musikschulwesen wurde massiv ausgebaut. Nach einheitlichen Richtlinien gegründete „Musikschulen für Jugend und Volk“ dienten einer ideologischen, nationalsozialistischen Erziehung der Jugend mit Hilfe der Musik. So auch in Braunschweig. Die Schule wurde in einem Gebäude in der Hochstraße 21 untergebracht, das zuvor der Schlaraffia Brunsviga, einer weltoffenen Vereinigung zur Pflege von Freundschaft, Kunst und Humor, gehört hatte. Die NSDAP hatte diese Organisation verboten und enteignet und deren Haus zu einem „Musikheim“ der Hitlerjugend umfunktioniert. Initiator der dort im Oktober 1938 errichteten „Musikschule für Jugend und Volk“ war der damalige „Gefolgschaftsführer und Städtische Musikbeauftragte“ Dr. Gerhard Bittrich, der gleichzeitig auch Direktor der Braunschweigische Staatsmusikschule war. Hier sollte eine breite Begabtenfindung und -förderung auch dazu führen, dass die Braunschweigische Staatsmusikschule Nachwuchs für eine musikalische Berufsausbildung bekommt.
Im Januar 1939 wurden 200 Schülerinnen und Schüler aufgenommen. Bis zum April 1945 besuchten nach einer rasanten Auf- und Ausbauentwicklung 1800 Schülerinnen und Schüler die Einrichtung. Das Lehrerkollegium bestand aus 28 Lehrkräften, die alle gängigen Instrumente unterrichteten.
Die Gründung der Einrichtung basierte auf einer Vereinbarung zwischen dem Deutschen Gemeindetag, dem Hauptamt für Kommunalpolitik, dem Reichserziehungsministerium und dem Reichsinnenministerium.
In der Zeit des Nationalsozialismus wurde in den Jahren 1934 bis 1940 vom Nationalsozialistischen Lehrerbund in Braunschweig die Zeitschrift Völkische Musikerziehung herausgegeben.

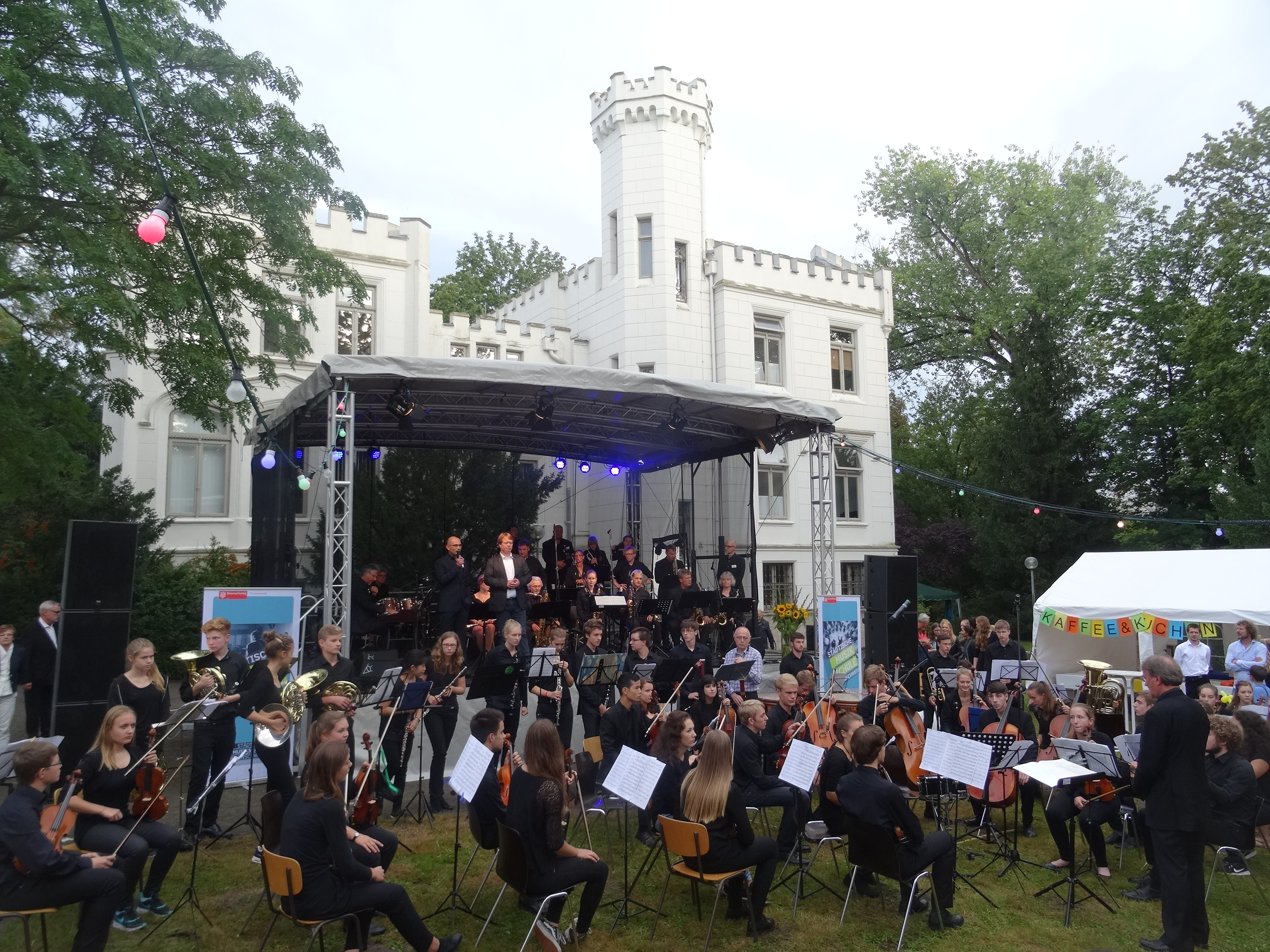
Eröffnung des Abendprogramms des Sommerfests 2016 der Städtischen Musikschule Braunschweig mit Big-Band und Jugendsinfonieorchester

Erste Schülerkonzerte nach dem Zweiten Weltkrieg gab es im Jahr 1946. Etwa 1950 wurde ein Musikschul-Orchester gegründet, aus dem das heutige Jugend-Sinfonie-Orchester Braunschweig hervorging.
1952 erhielt die Schule eine neue Satzung. 1957 entstand eine Hauptstelle in der Hörstel’schen Villa am Augusttorwall 5. Im Garten dieser Villa wird jedes Jahr das Sommerfest durchgeführt. Im Jahr 2013 feierte die Musikschule ihr 75-jähriges Bestehen.

## Braunschweiger Musikschultage und Louis Spohr
Die Schule veranstaltet jährlich das Nachwuchsmusikfestival „Braunschweiger Musikschultage“ mit ca. 600  Teilnehmern. Hierbei treten die Schüler in mehreren Konzerten in den Konzertsälen der Stadt auf. Das Jugendsinfonieorchester gestaltet jedes Jahr das Eröffnungskonzert. Das Repertoire erstreckt sich von der Klassik und Kammermusik bis zum Jazz und der Rockmusik. Die musikalischen Werke werden sowohl von Solisten als auch durch Ensembles oder Orchester dargeboten.
Keine Umbenennung in „Spohr“-Musikschule
Louis Spohr (1784–1859) war ein gebürtiger Braunschweiger Komponist, Dirigent und Hofmusiker.
Es wurde mehrmals über eine Umbenennung der Städtischen Musikschule in „Spohr“-Musikschule diskutiert. Dies wurde sowohl von den Lehrkräften als auch von den Eltern mehrheitlich abgelehnt, da die Meinung vorherrscht, dass Spohrs Lebenswerk nicht hauptsächlich in Braunschweig entstand und eine Umbenennung somit nicht gerechtfertigt sei.

## Unterrichtsorte

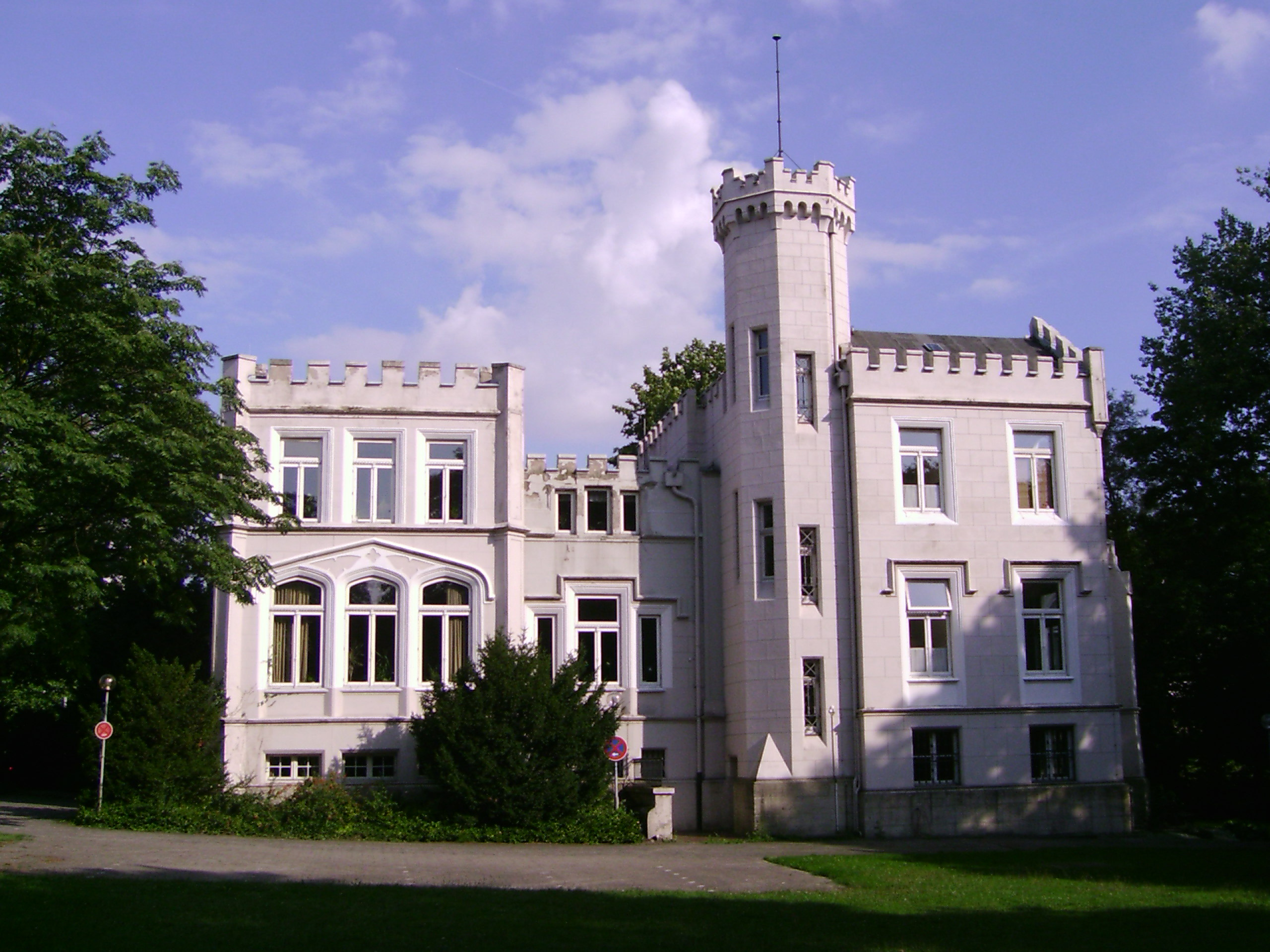
Villa Hörstel

Die städtische Musikschule unterrichtet an drei Standorten:

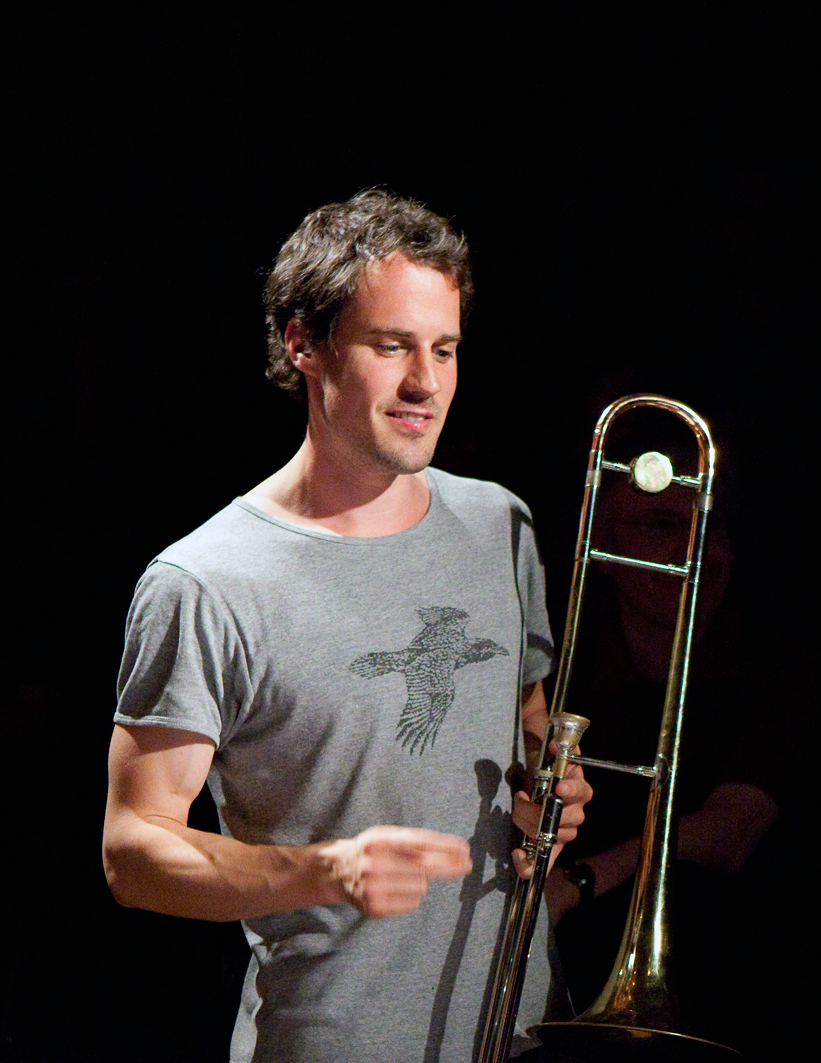
Nils Wogram im Alten Pfandhaus, Köln (2009)

- Augusttorwall 5 (Hauptstelle)
- Magnitorwall 16 (Zweigstelle)
- Grundschule Rühme

## Schulleiter
- 1946–1948: Werner Oehlmann
- 1961–1973: Rudolf Bayer[13]
- 1973–1989: Gerhard Müller-Seidlitz
- 1990–2002: Mario Liepe
- 2003–2012: Hans Krauss
- 2013–2013: Alexander Käberich
- seit 2015: Daniel Keding

## Bekannte Schüler
- Nils Wogram[14] Jazz-Posaunist, Bandleader und Komponist.
- Jürgen Friedrich